# Dukora

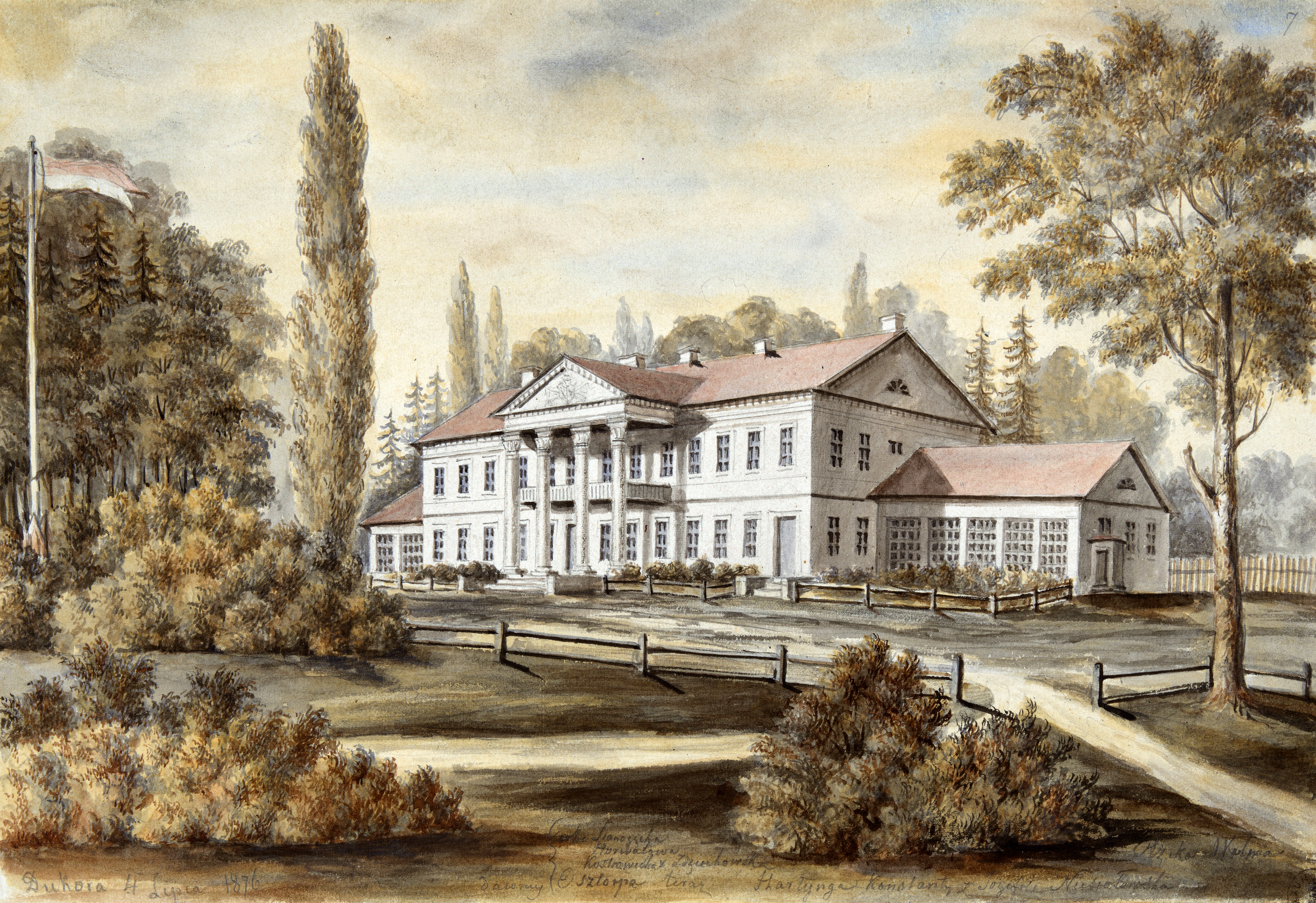
Pałac w Dukorze.
Akwarela N. Ordy z 1876 r

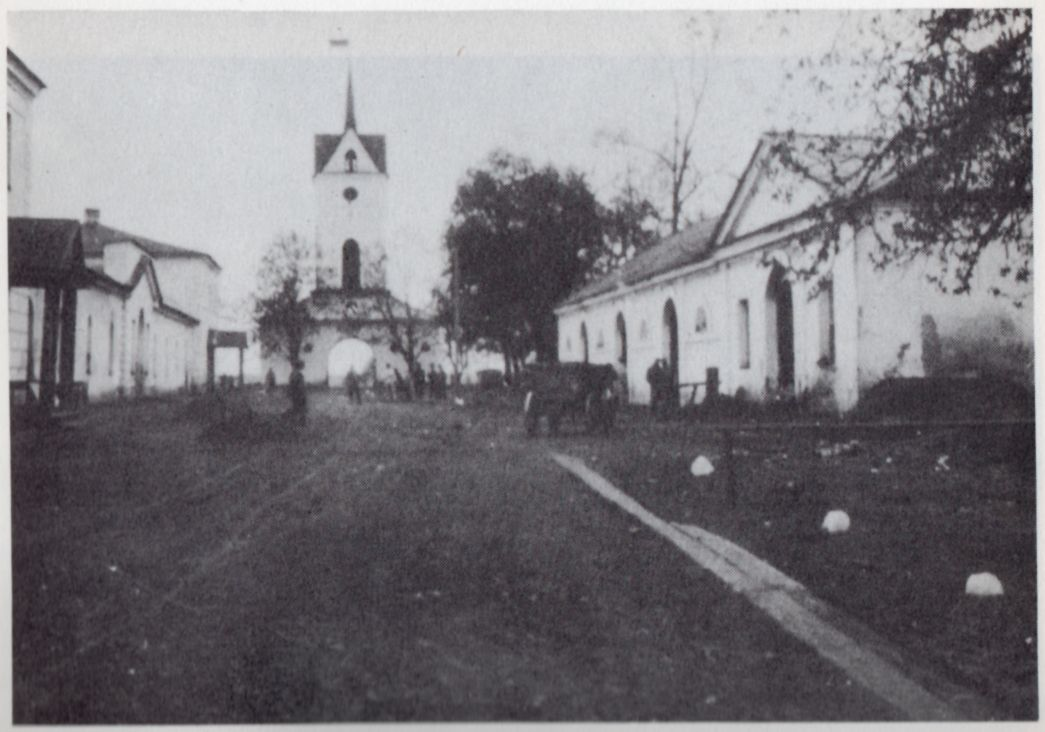
Brama wjazdowa i oficyny w 1914 r.

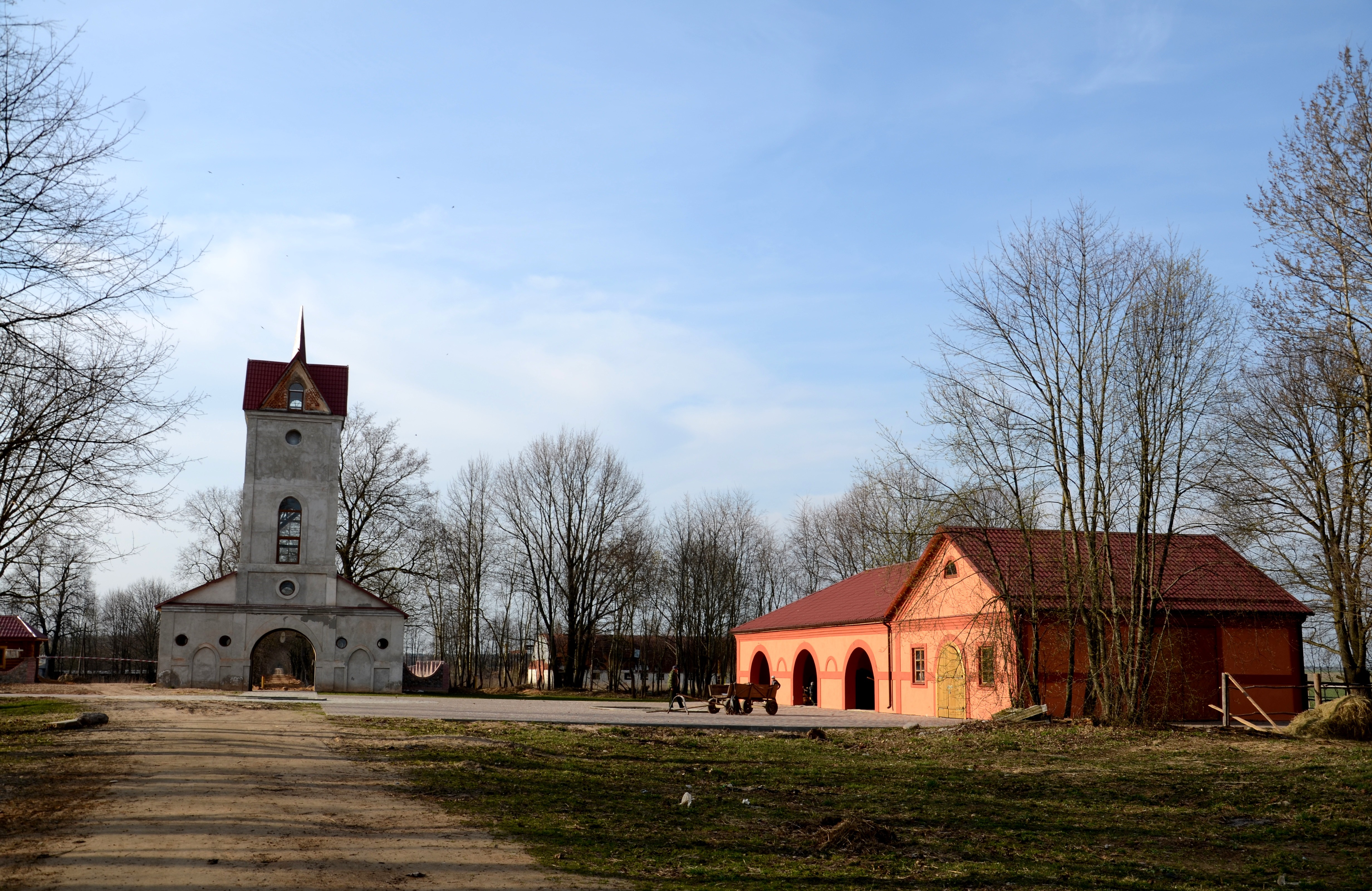
Brama wjazdowa do parku i stajnie, 2014 r.

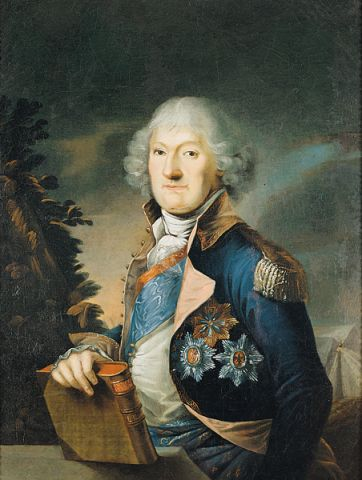
Michał Kazimierz Ogiński, po 1791 roku, ze zbiorów Muzeum Narodowego

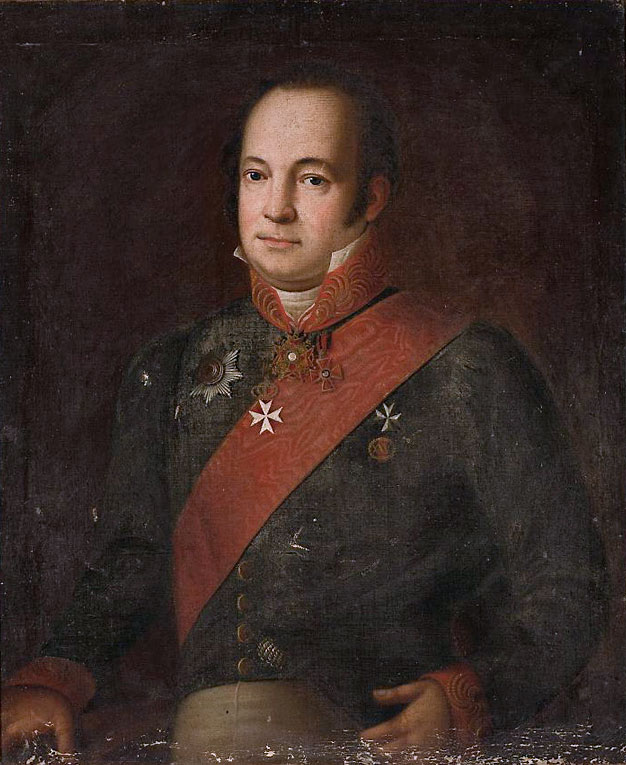
Portret Leona Oztorpa z 1830 roku, ze zbiorów Muzeum Narodowego w Warszawie

Dukora (biał. i ros. Дукора) – wieś na Białorusi, w rejonie puchowickim obwodu mińskiego, około 37 km na południowy wschód od Mińska, nad rzeką Świsłoczą.
Miasto magnackie położone było w końcu XVIII wieku w powiecie mińskim województwa mińskiego.

## Historia
Miasteczko i dobra Dukora należały niegdyś do Sapiehów, później Zawiszów (w XVI wieku) i Ogińskich. Hetman Michał Ogiński roztrwonił te ogromne włości. Administratorami majątku byli: Stanisław Moniuszko (dziad słynnego kompozytora) i Franciszek Osztorp, syn osiadłego w Polsce żołnierza szwedzkiego armii Karola XII. Obaj doprowadzili do tego, że Ogiński był zmuszony sprzedać im majątek w zamian za zobowiązania wobec nich. W 1791 roku Moniuszko i Osztorp podzielili między siebie majątek. Dukora przypadła Osztorpowi. W ramach rozliczeń Moniuszko wzniósł w Dukorze wspaniały kościół, co spowodowało ustanowienie tu osobnej parafii dukorskiej. Pod koniec XVIII lub na początku XIX wieku wybudowano tu przepyszny pałac, fundacji Franciszka Osztorpa lub jego syna Leona (1786–1851). Siedziba ta zyskała (z pewną przesadą) miano „rezydencji białoruskiego Romanowa”. Leon Osztorp przez 23 lata (1823–1846) był gubernianym marszałkiem szlachty, urządzając w swoim pałacu liczne i huczne przyjęcia.
Gdy w 1851 roku Leon, wracając wielką 6-konną karocą z Mińska, przejeżdżał przez lichy most na rzece Świsłoczy (już we własnym majątku), most ten zarwał się i Leon utopił się w nurtach rzeki. Przez kolejne 20 lat rządziły Dukorą jego 3 córki. Od jednej z nich, Leokadii Sianożęckiej w 1874 roku zapuszczone już dobra nabył baron Konstanty Hartingh, były oficer rosyjski holenderskiego pochodzenia. Ożenił się z Józefą Niesiołowską, wielką polską patriotką, zasłużoną w ratowaniu represjonowanych powstańców styczniowych i ich rodzin. Po śmierci Konstantego i Józefy Dukora przypadła ich synowi Antoniemu, a po jego przedwczesnej śmierci – jego bratu, zrusyfikowanemu Stanisławowi. Jego syn Jerzy Hartingh (uważający się za Rosjanina, ale bardzo przywiązany do polskich tradycji) był ostatnim właścicielem Dukory.
W wyniku II rozbioru Polski Dukora znalazła się w 1793 roku w Imperium Rosyjskim. W 1800 roku miała status miasteczka. Znajdowała się tu unicka cerkiew, murowany kościół katolicki, szkoła. W 1864 roku, w ramach represji popowstaniowych obie świątynie zostały cerkwiami prawosławnymi. Około 1880 roku miasteczko liczyło 2380 mieszkańców płci męskiej.
W latach 1919–1920 wieś znalazła się pod polskim zwierzchnictwem, będąc siedzibą gimny Dukora. Ostatecznie, po ustaleniu przebiegu granicy polsko-radzieckiej znalazła się na terytorium ZSRR. Od 1924 roku stała się siedzibą Sielsowietu po zdegradowaniu do statusu wsi.
Podczas okupacji hitlerowskiej, październiku 1941 roku Niemcy utworzyli getto dla żydowskich mieszkańców. Przebywało w nim około 600 osób. W listopadzie 1941 roku Niemcy zlikwidowali getto, a Żydów zamordowano nad rzeką Swisłocz. Sprawcami zbrodni byli żołnierze z SS. 

## Zabytki
- Wielki, trzynastoosiowy, dwukondygnacyjny pałac wybudowany w stylu klasycystycznym miał portyk wielkiego porządku z czterema kolumnami podtrzymującymi tympanon[7]. Pokoje rozmieszczone były dwutraktowo. Leon Osztorp utrzymywał w swoim majątku własny cyrk, z cudzoziemskimi skoczkami, i domową orkiestrę[3][5]. Biblioteka liczyła kilka tysięcy woluminów, na ścianach obrazy Franciszka Smuglewicza, Lampiego, 14 dzieł Jana Krzysztofa Damela, i wiele innych. Jeden z obrazów był przypisywany Rubensowi lub jego szkole. Antoni Hartingh dokonał w ostatniej dekadzie XIX wieku daleko posuniętej modernizacji budynku. Wymieniono wszystkie meble na XIX-wieczne, sprowadzone z Paryża, w centralnej części pałacu urządzono wielką klatkę schodową. Pałac znajdował się wśród starego parku, zajmującego około 40 ha, otoczonego rowem lub fosą, będącym pozostałością po starszym dworze lub zamku. Na drodze ze Śmiłowicz przed wjazdem do parku wznosiła się główna brama wjazdowa. Majątek w Dukorze został opisany w pracy Antoniego Urbańskiego Memento kresowe wydanej w 1929 roku, strona 96. Jest również opisany w 1. tomie Dziejów rezydencji na dawnych kresach Rzeczypospolitej Romana Aftanazego[5].
- w podziemiach kościoła parafialnego (przerobionego na cerkiew w 1864 roku) pozostały groby rodzinne Osztorpów. Tam też została pochowana ostatnia przedstawicielka tego rodu, zmarła ok. 1880 roku Leokadia Sianożęcka[5].